# دهستان قلعه هاشم
دهستان قلعه هاشم خان (شهرک مدرس کنونی) نام دهستانی در بخش شال شهرستان بوئین‌زهرا، استان قزوین در ایران است. براساس سرشماری مرکز آمار ایران در سال ۱۳۸۵، جمعیت آن ۴٬۸۷۳ نفر (۱٬۳۰۳  خانوار) بوده‌است.
دهستان قلعه هاشم خان بیش از سه دهه است که  به شهرک مدرس تغییر نام داده است.
مردم شهرک مدرس ( قلعه هاشم خان)  به زبان ترکی (آذربایجانی) سخن میگویند.
شهرک مدرس زادگاه عالم برجسته و فقیه آیت الله شیخ هاشم قلعه ای ، شهید مدافع حرم رسول پورمراد، و چهل شهید پاک دوران دفاع مقدس است.
این شهرک دارای بانک صادرات،شبکه بهداشت و درمان ،مدارس ابتدایی و متوسطه دخترانه و پسرانه،  چندین نانوایی ( بربری ،لواش ،سنگگکی ) و چندین مساجد و حسینیه است.
مردم  شهرک  بیشتر  در کارهای آزاد ، تعمیرکار خودرویی و دستگاه سنگین( لودر و کامیون)  مشغول به کار هستند.
شهرک مدرس (قلعه هاشم خان) دارای شهرک دام داری و،محصولات کشاورزی از قبیل : غلات،  انگور، تخمه افتاب گردان،ذرت و پسته کشت و کار میکنند.